# Georges Lachat
Pour les articles homonymes, voir Lachat.
Georges Lachat, né le 2 août 1910 à Fumel (Lot-et-Garonne) et mort le 4 juin 1992 à Bobigny (Seine-Saint-Denis), est un coureur cycliste français, professionnel de 1934 à 1944.

## Biographie
Georges Lachat commence sa carrière en 1934 dans l'équipe France-Sport-Wolber. De 1935 à 1943, il court dans l'équipe Helyett-Hutchinson. Il termine sa carrière en 1944 au sein de l'équipe A. Trialoux-Wolber.
Il participe au Tour de France 1935 dans une équipe indépendante de touristes-routiers. Il termine 38e au classement général après s'être classé quatre fois parmi les dix premiers d'étapes. Il participe également trois fois au Tour d'Allemagne dans l'équipe de France (1937 et 1939) et dans l'équipe mixte internationale "Express" (1938).
Après sa carrière professionnelle brisée par la Seconde Guerre mondiale, incorporé au 11e régiment d'infanterie, il fut prisonnier de guerre en 1940 en Allemagne au stalag IV-A à Hohnstein , il s'installe en 1947 au quartier Mers Sultan à Casablanca au Maroc où il ouvre un magasin de cycles et de bonneterie Paris-Sports. Quelques années après l'indépendance du Maroc, il retourne en France en 1961 où il ouvre un même commerce, dans l'est de la région parisienne, aux Pavillons-sous-Bois, sous l'enseigne Pavis-Sports. 
Il repose avec son épouse au cimetière municipal des Pavillons-sous-Bois.

## Palmarès
- 1933
  - 3e du Circuit du Marensin
- 1934
  - 2e, 3e, 4e, 7e, 8e et 9e étapes du Grand Prix cycliste algérien
  - 3e de Bordeaux-Saintes
- 1936
  - 3e du Circuit de l'Indre
- 1937
  - 6e étape du Circuit d'Angoulême
- 1938
  - Circuit des Deux-Sèvres
    - Classement général
    - 2e étape

  - Grand Prix de Marmignolles
  - 2e du Circuit des cols pyrénéens
  - 3e du Circuit de la Creuse

## Résultats sur les grands tours

### Tour de France
1 participation
- 1935 : 38e